# Йорк, Альберт, 6-й граф Хардвик
Альберт Эдвард Филип Генри Йорк, 6-й граф Хардвик (англ. Albert Edward Philip Henry Yorke, 6th Earl of Hardwicke; 14 марта 1867 — 29 ноября 1904) — британский дипломат и консервативный политик. Он носил титул учтивости — виконт Ройстон с 1873 по 1897 год.

## Предыстория
Родился 14 марта 1867 года. Единственный сын Чарльза Йорка, 5-го графа Хардвика (1836—1897), и леди Софии Джорджианы Робертины Уэлсли (1840—1923), дочери Генри Уэлсли, 1-го графа Коули.

## Политическая карьера
Виконт Ройстон служил почетным атташе в Вене в 1886—1891 годах. Он получил чин капитана 3-го батальона Уилтширского полка герцога Эдинбургского. Альберт Йорк занимал должность члена городского совета Мэрилебона в 1897—1901 годах.
В мае 1897 года после смерти своего отца Альберт Йорк унаследовал титулы 6-го графа Хардвика, 6-го виконта Ройстона и 6-го барона Хардвика из Хардвика, став членом Палаты лордов. Свою первую роль в Палате лордов он произнес в феврале 1898 года.
В правительствах лорда Солсбери и Артура Бальфура лорд Хардвик занимал должность заместителя государственного секретаря по делам Индии в 1901—1902, 1903—1904 годах и заместителя государственного секретаря по вопросам войны в 1902—1903 годах .
Также он являлся членом Совета лондонского графства с 1897 по 1901 год и заместителем лейтенанта графства Кембриджшир.

## Личная жизнь
Лорд Хардвик скончался в ноябре 1904 года в возрасте всего 37 лет. Он не был женат, и ему наследовал его дядя Джон Мэннерс Йорк, 7-й граф Хардвик (1840—1909).